# Лончар, Лука
Лука Лончар (хорв. Luka Lončar; род. 26 июня 1987, Загреб) — хорватский ватерполист, игрок клуба «Олимпиакос» и сборной Хорватии. Двукратный серебряный призёр летних Олимпийских игр 2016 и 2024 годов, двукратный чемпион мира 2017 и 2024 годов, чемпион Средиземноморских игр 2013 года.

## Карьера
На клубном уровне Лука Лончар сначала играл за ВК «Медвешчак Загреб», а с 2011 по 2013 год — в «Associazione Nuotatori Brescia». С 2015 по 2021 годы играл за Вк «Юг Дубровник», с этим клубом пять раз становился чемпионом Хорватии. После двух лет работы в «Pro Recco», завоевав два титула чемпиона Италии, в 2023 году Лука переехал в Грецию, и присоединился к «Олимпиакосу Пирей».
С 2013 года играет в сборной страны, поучаствовав в Средиземноморских играх, где хорваты одержали и чемпионате мира, став бронзовым призёром чемпионата мира. В 2015 году в Казани завоевал серебряную медаль чемпионата мира.
Принимал участие в летних Олимпийских играх 2016 года в Бразилии, где вместе с Хорватией дошёл до финала и стал серебряным призёром.
В 2021 году принимал участие в летних Олимпийских играх в Токио, где хорваты заняли итоговое пятое место.
В феврале 2024 года на чемпионате мира в Дохе хорватская сборная завоевала золотые медали, а Лука стал двукратным чемпионом мира.
На Олимпийских играх 2024 года в Париже хорваты заняли четвертое место в предварительном раунде. В четвертьфинале обыграли испанцев, а в полуфинале — венгров. В финале встретились с Сербией и уступили 11-13. Лука Лончар стал двукратным серебряным призёром Олимпийских игр.